# 大谷哲範
大谷 哲範（おおたに てつのり、1960年12月9日 - ）は、日本のキーボーディスト、カウンセラー。一般社団法人日本ソーシャルセラピストアカデミー代表理事。岩手県出身。

## 略歴

### ミュージシャンとしての活動
1970年代後半より、キーボーディストとして活動開始。織田哲郎（1983－1989）のバックバンドのオリジナルメンバーの他、尾崎豊・稲垣潤一・マリーン・TUBE・鈴木雅之・松本孝弘（B'z）・織田哲郎・妹尾隆一郎・金子マリ・森園勝敏（四人囃子）・・・他多数のミュージシャンのレコーディングやツアーに参加。

### カウンセラーとしての活動
カウンセラーとしては、2004年にアジア太平洋アディクション研究所にてプログラム及びグループワークの研究と実践に従事。その後、様々な研修を重ね、独立。
2006年、依存症回復施設トラストホーム（東京都）の責任者となり、通算3000人以上の依存症クライアントの回復現場に関わる。
2009年、山形県に移住。東日本大震災直後より「緑水の森支援活動」代表として、被災地及び県内にて様々な支援活動を展開している。
2012年5月に社会貢献支援財団より、平成24年度の「東日本大震災における貢献者表彰」を受けた。